# 青空東児・西児
青空東児・西児（あおぞら とうじ・せいじ）は、日本の漫才コンビ。
コロムビア・トップ・ライト（青空一門）門下で一番弟子。
後に『東のこ・西のこ』と改名。東児は歌手、都はるみ、北原謙二、青山和子、舟木一夫、五月みどり等の司会者として活躍。

## メンバー
- 青空 東児（あおぞら とうじ、本名：竹内 清高、1928年3月2日 - 1988年11月18日）

息子はザ・ニュースペーパーに所属する竹内康明。
- 青空 西児（あおぞら せいじ、本名：山口成男、1915年11月29日 - 1959年2月8日）